# Bagrat IV av Imereti
Bagrat IV av Imereti, död efter 1590, var en georgisk monark. Han var kung i kungariket Imereti mellan 1589 och 1590.